# روك سايكدلي
سايكدلك روك (بالإنجليزية: Psychedelic rock)‏ هي نوع من موسيقى الروك حيث تشير التسمية إلى نوع من المخدر يسبب الهلوسة. كان المميز في هذا النوع من الروك خروجه عن القالب المألوف المتمثل بمقاطع غنائية وكورس تفصلها أجزاء موسيقية مختصرة، وتحوله اتجاه البناء الحر للعمل (الأغنية) بإطالة الجزء الموسيقي المثير للعواطف والارتجال في أجزاء كبيرة منه، كذلك دمج آلات هندية بالعمل الموسيقي مصحوباً بتقنيات جديدة في التسجيل بالاستوديو. من بينها تقنيات خلق تأثير صوتي يحاكي الشعور المرافق لتناول عقار إل إس دي، واستخدام كلمات في الأغاني تلمح لاستخدام هذا المخدر. 

## تاريخ
لطالما كانت مدينة سان فرانسيسكو قلباً للتحرر الفني، مما جعلها مكاناً مثالياً لاحتضان ثورة بوهيمية نشأت فيها أنماط حياة غير مكترثة بتقاليد المجتمع. في تلك المدينة ظهرت في منتصف الستينيات ثقافة مضادة على شكل مجتمعات صغيرة لمتعاطي مخدر إل إس دي الذين درجوا على عزف الموسيقى تحت تأثيره، مدفوعين بمغامرة خوض تجربة سيكولوجية جديدة. من بين هؤلاء كانت فرقة غريتفل ديد وبيردس التي تحولت من الفولك إلى الفولك روك ثم خاضت غمار هذه التجربة من خلال أغان مثل «على ارتفاع ثمانية أميال Eight Miles High» وأطلق على هذا النوع الجديد «سايكدلك روك».
لحقت فرق أخرى بتيار السايكدلك مثل ثيرتينث فلور إليفاتورز بإصدارهم ألبوم يحمل لأول مرة الاسم الجديد لهذا اللون الموسيقي بعنوان «أصوات السايكدلك لمصاعد الطابق الثالث عشر The Psychedelic Sounds of the 13th Floor Elevators» ومنه اسم الفرقة. من الفرق الأخرى أيضاً إليكتريك برونز وثيرد باردو، وإصدارات تمثلت في ألبومات كاملة للبيتلز (Sgt. Pepper's Lonely Hearts Club Band) ورولينغ ستونز (Their Satanic Majesty's Request) وفرقة الروك الإنجليزية الصاعدة آنذاك بينك فلويد.